# Невилл, Аарон
Аарон Не́вилл (англ. Aaron Neville, род. 24 января 1941, Новый Орлеан, Луизиана, США) — американский певец. Активен как сольно, так и в качестве участника группы Neville Brothers.
Его самая знаменитая сольная работа — песня «Tell It Like It Is», с которой он в 1967 году возглавил ритм-н-блюзовый чарт «Билборда». Журнал «Роллинг стоун» поместил её на 391 место своего списка 500 величайших песен всех времён. Кроме того, песня «Tell It Like It Is» в исполнении Аарона Невилла входит в составленный Залом славы рок-н-ролла список 500 Songs That Shaped Rock and Roll.
Как пишет музыкальный сайт AllMusic, в плане вокальной изысканности и утончённости певца часто сравнивают с Сэмом Куком, но при этом у Невилла есть «свои собственные уникальные стиль и голос». Сайт отмечает «характерное, почти сопрановое вибрато» певца, «которое как будто создано на заказ для многочисленных дуэтов», которые он записал за свою карьеру.

## Дискография
- См. «Aaron Neville § Discography» в английском разделе.